# Коледж Шерубце
Коледж Шерубце був першим акредитованим коледжем у Бутані, заснованим в 1966 році. У 2003 році він увійшов до складу новоствореного Королівського університету Бутану.
Коледж розташований біля невеликого містечка Канглунг в дзонгхазі Трашіганг в східній частині Бутану.
Королівський уряд Бутану наймає близько двох третин випускників коледжу, в той час як інші легко знаходять собі роботу в приватному секторі або в неурядових організаціях.

## Кафедри
Щорічно коледж закінчують близько 300 випускників. Вони спеціалізуються в різних галузях, в тому числі в економіці, бізнесі, обчислювальній техніці, дзонг-ке, англійській мові, географії та природничих науках. Найбільш значущою є кафедра ботаніки, що не дивно серед багатого біорізноманіття в гімалайських районах.

## Історія коледжу
Третій король Бутану Джігме Дорджі Вангчук заклав перший камінь у фундамент школи в червні 1966 року. Школа відкрилася в 1968 році, її першим директором був отець Вільям Маккей. В 1976 році школа була перетворена в коледж з університетськими курсами в області науки. У 1978 році в програму додали мистецтво та бізнес-курси.
У липні 1983 року Шерубце став афілійованим коледжем Делійського університету Індії.
У червні 2003 року коледж був об'єднаний з 9-ма іншими коледжами в Королівський університет Бутану.
Президентом коледжу є Дорджі Вангмо Вангчук, дружина четвертого короля Бутану Джігме Сінг'є Вангчука.